# هارتلاند (مقاطعة بيرس)
هارتلاند، مقاطعة بيرس (بالإنجليزية: Hartland, Pierce County, Wisconsin)‏ هي بلدة تقع بولاية ويسكونسن في الولايات المتحدة. تبلغ مساحتها 93.3 (كم²)، وترتفع عن سطح البحر 328 م، بلغ عدد سكانها 814 نسمة في عام 2000 حسب إحصاء مكتب تعداد الولايات المتحدة وتصل الكثافة السكانية فيها 8.7 نسمة/كم2.

## وصلات خارجية
- The US50 - Cities and Towns in Wisconsin State
- Wisconsin Cities and Towns, Facts, Map, Flag, Colleges, Government, and More